# Marlos Romero Bonfim
Marlos Romero Bonfim (* 7. června 1988, São José dos Pinhais, Brazílie) známý také pouze jako Marlos, je ukrajinský fotbalový záložník.

## Klubová kariéra
Marlos hrál v Brazílii za kluby Coritiba a São Paulo FC. V lednu 2011 odešel do ukrajinského celku Metalist Charkov, kde podepsal pětiletou smlouvu. V červenci 2014 přestoupil do jiného ukrajinského týmu FK Šachtar Doněck.